# Lilium brevistylum
Lilium brevistylum là một loài thực vật có hoa trong họ Liliaceae. Loài này được (S.Yun Liang) S.Yun Liang miêu tả khoa học đầu tiên năm 1986.